# 达拉沁哈嘎
达拉沁哈嘎（又名代钦哈嘎）是位于中国内蒙古自治区兴安盟科尔沁右翼中旗白音胡硕镇东北的一个湖泊。其具体位置约为东经121°35′，北纬45°05′。湖面海拔232.5米，面积约6平方公里，为咸水湖。达拉沁哈嘎系蒙古语，意为大碱泡。